# Chiesa della Vergine di Pharos

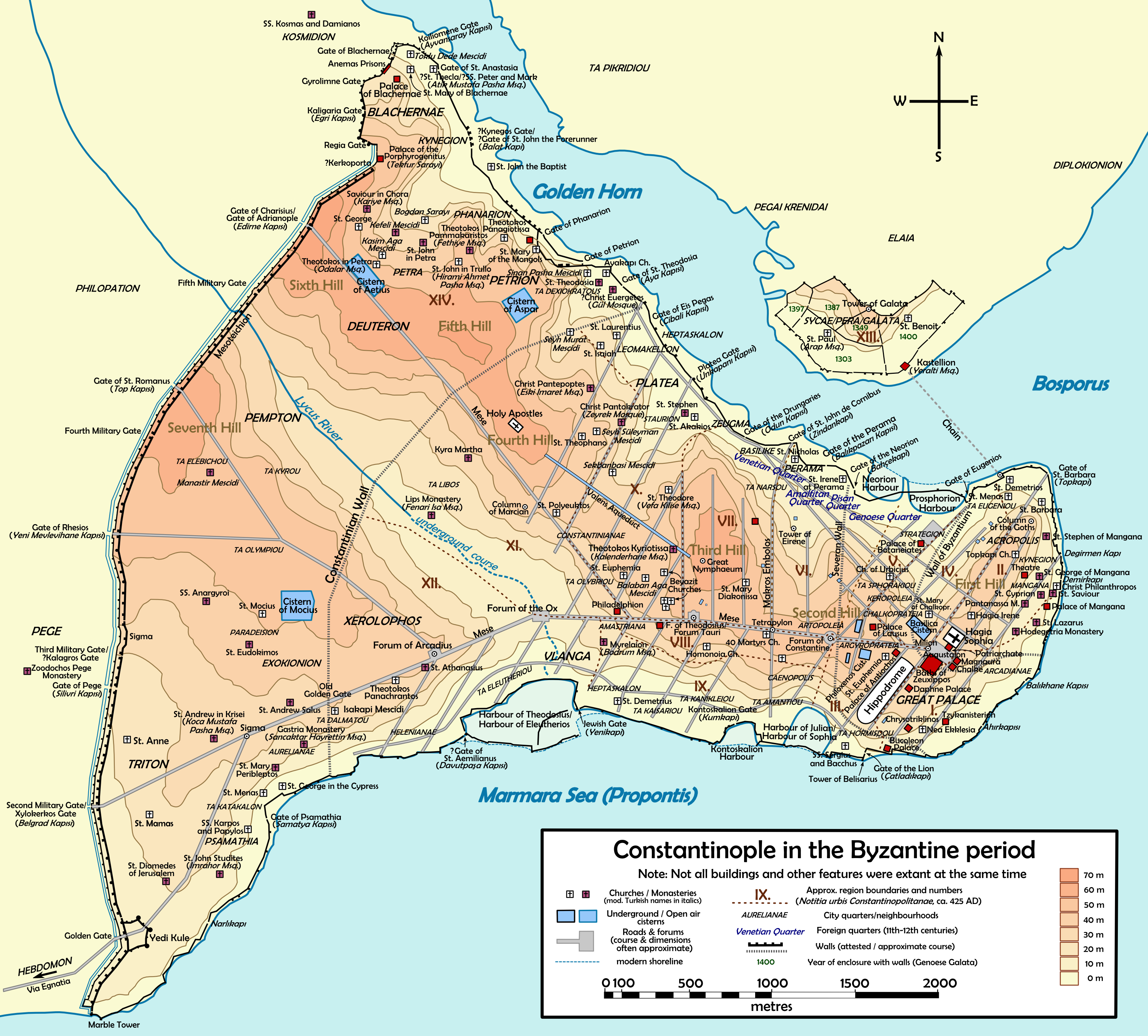
Mappa di Costantinopoli bizantina. La chiesa della Vergine di Pharos si trovava nella zona del Gran Palazzo.

La chiesa della Vergine di Pharos (in greco Θεοτόκος τοῦ Φάρου?, Theotokos tou Pharou) era una cappella bizantina costruita nella parte meridionale del Gran Palazzo di Costantinopoli, che portava il nome della torre del faro (pharos) che sorgeva accanto ad esso. Essa ospitava una delle più importanti collezioni di reliquie cristiane nella città, e fungeva da principale cappella palatina degli imperatori bizantini.

## Storia
La chiesa fu probabilmente costruita nell'VIII secolo, come è attestato per la prima volta nella cronaca di Teofane Confessore per l'anno 769: fu lì che il futuro imperatore Leone IV (r. 775-780) sposò Irene d'Atene. La chiesa era situata vicino al cuore cerimoniale del palazzo, la sala del trono del Chrysotriklinos e agli adiacenti appartamenti imperiali. Dopo la fine dell'iconoclastia, fu ampiamente ricostruita e ridecorata dall'Imperatore Michele III (r. 842-867). Dopo il restauro, era un edificio relativamente piccolo con una cupola a costoloni, tre absidi, un nartece e un atrio "splendidamente modellato". In occasione della sua riconsacrazione, probabilmente nell'864, il Patriarca Fozio celebrò una delle sue più famose omelie, lodando la spettacolare decorazione della chiesa. In effetti, Fozio prende l'insolito passo di criticare la chiesa, anche se in modo sottile, per essere troppo sontuosa, specialmente date le sue piccole dimensioni.
Insieme con le chiese di Santo Stefano nel Palazzo di Dafne e la Nea Ekklesia, la Vergine di Pharos ospitava una delle maggiori collezioni di reliquie sacre cristiane. Di conseguenza, e per la sua vicinanza ai quartieri imperiali, divenne uno dei principali luoghi cerimoniali del palazzo imperiale, diventando alla fine, nelle parole di Cyril Mango, la "cappella palatina per eccellenza".
Già nel 940, la sua collezione di reliquie comprendeva la Sacra Lancia e una parte della Vera Croce, e durante i due secoli successivi, i successivi imperatori aggiunsero altre reliquie: il Santo Mandylion nel 944, il braccio destro di San Giovanni Battista nel 956, i sandali di Cristo e la Sacra Tessera (keramion) negli anni 960, la lettera di Cristo al re Abgar V di Edessa nel 1032. Entro la fine del XII secolo, secondo i resoconti di Nicola Mesarite, lo skeuophylax della chiesa, e di viaggiatori come Antonio di Novgorod, la collezione era cresciuta fino a includere ancora più reliquie, in particolare della Passione: la Corona di Spine, un Sacro Chiodo, i vestiti di Cristo, il suo mantello viola e il suo bastone di canna, e persino un frammento della sua lapide. 
Di conseguenza, la chiesa fu salutata dai bizantini come "un altro Sinai, una Betlemme, un Giordano, una Gerusalemme, una Nazareth, una Betania, una Galilea, una Tiberiade". Il crociato francese Roberto de Clari, nel suo racconto sul sacco della città da parte dei crociati nel 1204, chiama la chiesa la Sainte Chapelle ("la Santa Cappella"). La cappella stessa evitò il saccheggio durante il sacco: Bonifacio I del Monferrato si mosse rapidamente per occupare l'area del palazzo del Boukoleon, e le reliquie passarono tranquillamente al nuovo imperatore latino, Baldovino I (r. 1204-1205).
Nei decenni successivi, tuttavia, la maggior parte di queste fu dispersa in tutta l'Europa occidentale, donata a governanti potenti e influenti o venduta per procurarsi denaro e rifornimenti per l'Impero latino cronicamente a corto di denaro. Molte di loro, specialmente quelle relative alla Passione, furono acquistate dal re Luigi IX di Francia (r. 1226-1270). Per custodire queste reliquie, costruì appositamente una chiesa del palazzo, denominata Sainte-Chapelle a diretta imitazione della Vergine di Pharos. Il concetto fu di nuovo imitato nella cappella del castello di Karlštejn, costruita dall'imperatore del Sacro Romano Impero Carlo IV (r. 1346-1378) e legata alle sue pretese di essere un "nuovo Costantino". La stessa cappella di Pharos, tuttavia, non sopravvisse all'occupazione latina della città.